# Андерсен-Шисс, Габриэла
Габриэла «Габи» Андерсен-Шисс (род. 20 мая 1945, Цюрих) — швейцарская бегунья на длинные дистанции, которая участвовала в первом женском олимпийском марафоне на летних Олимпийских играх 1984 года. Несмотря на то, что Андерсен-Шисс жила в Сан-Валли, штат Айдахо, и работала инструктором по лыжам, она представляла Швейцарию на Играх 1984 года в Лос-Анджелесе.

## Основные марафоны
Андерсен-Шисс выиграла первый Калифорнийский международный марафон в 1983 году. В октябре того же года она была приглашена на 2-й ежегодный марафон городов-побратимов. Забег проходил в условиях повышенной температуры для этого времени года (от 15,5 °C до 25 °C), на старт вышли 7500 бегунов. Габи выиграла гонку в 2:36:22, установив рекорд трассы.

## Олимпийские игры 1984 года
Через четырнадцать минут после старта Олимпийского марафона 1984 года Джоан Бенуа начала отрываться от соперниц. Она не уступила лидерства и выиграла забег за 2 часа, 24 минуты и 52 секунды. Через двадцать минут после того, как Бенуа финишировала, на стадионе появилась 39-летняя Андерсен-Шисс.
Погода была очень жаркой для марафона — около 30 °C. В то время правила предусматривали, что может быть только пять пунктов раздачи воды, и участникам нельзя было давать воду где-либо ещё. К сожалению для Габриэлы Андерсен-Шисс, она пропустила пятую и последнюю станцию и в результате начала страдать от обезвоживания. Зрители ахнули, когда она вышла на дорожку: её тело искривилось, левая рука обмякла, а правую ногу свела судорога. Она отказалась от медицинской помощи, когда медицинский персонал попытался ей помочь, зная, что если медики прикоснутся к ней, она будет дисквалифицирована. Хотя признаки обезвоживания были очевидны, медики заметили пот на её теле, а это означало, что в её теле всё ещё оставалась вода, и позволили ей продолжать. Зрители на стадионе Coliseum в Лос-Анджелесе аплодировали, когда она, хромая, прошла последние 400 метров забега, иногда останавливаясь и держась за голову. Её выход на олимпийский стадион и борьба на последних 400 метрах, которая заняла пять минут сорок четыре секунды, вошли в историю спорта. Андерсен-Шисс финишировала 37-й из 44-х, её время 2 часа 48 минут 42 секунды.
Медицинский персонал после финиша сразу оказал ей помощь, и через два часа её отпустили.

## Поздняя карьера
На следующий день после марафона Андерсен-Шисс рассказала The New York Times, что через две недели она будет соревноваться в Парк-Сити, штат Юта, на 14-м ежегодном чемпионате по верховой езде, в котором два товарища по команде поочерёдно скачут и едут на лошадях. Она выступила на этом соревновании, пройдя верхом 61-километровую горную тропу за 4:33 и заняла 20-е место. В дальнейшем Андерсен-Шисс выиграла спортивный титул вместе с Салли Эдвардс в 1987 году в Биг-Крик (Калифорния).
Она также установила швейцарские национальные рекорды на 10 000 метров и в марафоне.